# 고서초등학교
고서초등학교는 대한민국 전라남도 담양군 고서면 동운리에 있는 공립 초등학교이다.

## 학교 연혁
- 1926년 4월 20일 고서공립보통학교(4년제) 개교
- 1932년 4월 1일 6년제로 개편
- 1938년 4월 1일 고서공립심상소학교로 개칭[1]
- 1941년 4월 1일 고서공립국민학교로 개칭[2]
- 1949년 12월 31일 고서국민학교로 개칭[3]
- 1981년 3월 1일 병설유치원 개원
- 1993년 3월 1일 주산분교장 편입[4]
- 1996년 3월 1일 고서초등학교로 개칭[5]
- 1999년 9월 1일 주산분교장 통폐합
- 2012년 9월 23일 고서관 개관
- 2017년 9월 1일 제31대 이영순 교장 부임
- 2020년 2월 7일 제93회 졸업(7,379)

## 학교 상징
- 교화 - 철쭉 : 창조, 소박, 끈기
- 교목 - 소나무 : 끈기, 굳셈, 절개
- 교색 - 녹색 : 안정, 만족, 평화

## 참고 자료
- 고서초등학교 - 한국교육학술정보원 학교알리미